# Britisch-saudi-arabische Beziehungen

Saudische Botschaft in London

Die Britisch-saudi-arabischen Beziehungen sind das zwischenstaatliche Verhältnis zwischen dem Vereinigten Königreich und Saudi-Arabien. Großbritannien spielte bei der Staatswerdung Saudi-Arabiens eine mitentscheidende Rolle und pflegt seither eine strategische Partnerschaft mit dem Königreich. Beide Staaten arbeiten eng in Verteidigungs- und Sicherheitsfragen zusammen und unterhalten umfangreiche Handelsbeziehungen, insbesondere in den Bereichen Energie (Öl) und Rüstung. Dennoch werden die bilateralen Kontakte immer wieder von Spannungen überschattet – etwa im Zusammenhang mit Menschenrechtsfragen, regionalen Konflikten oder dem internationalen Terrorismus. Insgesamt gelten die britisch-saudischen Beziehungen jedoch bis in die Gegenwart als wichtiger Pfeiler der Außenpolitik beider Länder. Verschiedene britische Regierungen haben der Fortführung und Vertiefung der Partnerschaft mit Saudi-Arabien den Vorzug vor innenpolitischen Bedenken aufgrund der Menschenrechtssituation in Saudi-Arabien gegeben.

## Geschichte

### Gründung Saudi-Arabiens
Einigen Quellen aus der arabischen Welt zufolge soll der Begründer der radikalislamischen Staatsideologie Saudi-Arabien, des Wahhabismus, Muhammad ibn ʿAbd al-Wahhāb, enge Kontakte zu den Briten unterhalten haben oder sogar ein britischer Spion gewesen sein. Bereits 1865 unterzeichneten die Briten einen Vertrag mit dem wahhabitischen Haus Saud, ⁣⁣um nach der Einnahme von Bahrain Einfluss im Herzen der arabischen Halbinsel zu gewinnen. Im folgenden Jahr folgte ein Freundschaftsabkommen mit den Saudis, welche die Rolle der Briten als Schutzmacht der Wahhabiten begründete. Nach der Zerschlagung des zweiten Saudi-Staates fanden die Angehörigen der Saud-Dynastie im britischen Kuwait Zuflucht. Mit britischer Hilfe konnte Ibn Saud 1902 Riad erobern und einen dritten saudisch-wahhabitischen Staat etablieren. Nach Beginn des Ersten Weltkriegs suchte Großbritannien die Unterstützung Ibn Sauds gegen die Osmanen. Am 26. Dezember 1915 unterzeichneten beide Seiten den Vertrag von Darin, durch den Ibn Sauds Gebiet faktisch zum britischen Protektorat wurde; London sagte Waffenlieferungen und eine monatliche finanzielle Unterstützung von 5000 Pfund zu. Nach dem Ersten Weltkrieg weitete Ibn Saud sein Territorium aus, eroberte 1925 das Königreich Hedschas (mit den heiligen Städten Mekka und Medina) und vereinigte es mit seinem Herrschaftsgebiet Nadschd. Großbritannien erkannte Ibn Saud im Januar 1926 als König des Hedschas an und unterzeichnete im Mai 1927 den Vertrag von Dschidda, der die Unabhängigkeit des Königreichs Hedschas und Nadschd (später Saudi-Arabien) offiziell anerkannte.

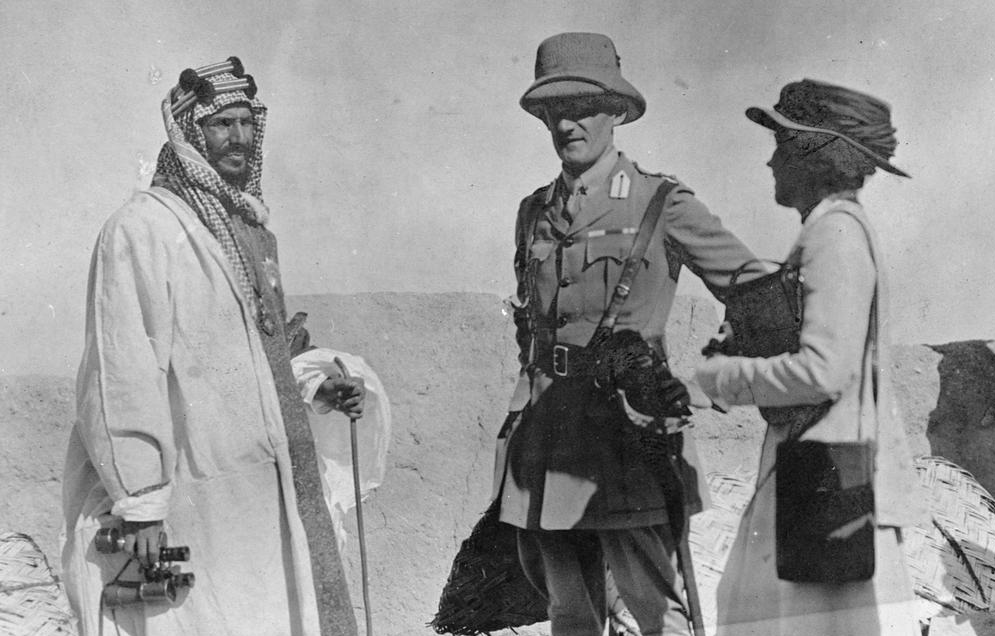
Ibn Saud mit Percy Cox und Gertrude Bell (1916)

Zur Vertiefung der diplomatischen Beziehungen eröffnete Saudi-Arabien 1930 seine Botschaft in London – erst die zweite saudi-arabische Auslandsvertretung überhaupt. Während dieser Phase verfolgte Großbritannien ein pragmatisches Interesse an einem stabilen Arabien: Das Bündnis mit Ibn Saud sollte britische Kolonialbesitzungen am Persischen Golf und in der Region schützen. Insgesamt legten diese frühen Abkommen den Grundstein für eine lange Allianz, auch wenn die wirtschaftliche Erschließung Saudi-Arabiens in den 1930er-Jahren zunächst vor allem von den USA vorangetrieben wurde (so erhielt 1933 eine US-Firma die erste Ölkonzession). In der Zeit zwischen den Weltkriegen waren die Beziehungen eingebettet in die britische Dominanz über weite Teile des Nahen Ostens. Großbritannien kontrollierte in den 1920er- und 1930er-Jahren benachbarte Gebiete (etwa das Mandatsgebiet Irak, Palästina/Transjordanien und mehrere Golf-Protektorate), während Ibn Saud bemüht war, sein Königreich zu festigen und sich zugleich mit der kolonialen Ordnung arrangierte.

### Kalter Krieg
Im Zweiten Weltkrieg blieb Saudi-Arabien offiziell neutral, tendierte jedoch zu den Alliierten; Großbritannien und die USA gewährten finanzielle Unterstützung, um Saudi-Arabien wirtschaftlich zu stabilisieren. Nach 1945 wuchs der Einfluss der USA in Saudi-Arabien rapide durch das Ölgeschäft, wodurch Großbritanniens direkte Rolle etwas in den Hintergrund trat. Gleichwohl kam es weiterhin zu Berührungspunkten und Konflikten mit der britischen Interessensphäre: Ein markantes Beispiel war der Buraimi-Oasenstreit in den frühen 1950er-Jahren, bei dem Saudi-Arabien und von Großbritannien geschützte Emirate (Abu Dhabi und Oman) um Gebietsansprüche stritten. Großbritannien stellte sich entschieden auf die Seite seiner Protektoratsstaaten, was in Riad für Verstimmung sorgte. Die ohnehin belasteten Beziehungen verschlechterten sich dramatisch während der Sueskrise 1956: Saudi-Arabien verurteilte die britisch-französisch-israelische Intervention gegen Ägypten scharf, verhängte ein Öl-Embargo gegen Großbritannien und brach die diplomatischen Beziehungen ab. Vom November 1956 bis Mitte der 1960er-Jahre bestanden keinerlei offizielle Kontakte zwischen London und Riad. Hinter den Kulissen riss der Austausch jedoch nicht völlig ab, und beide Seiten erkannten mit der Zeit die strategische Notwendigkeit, das Verhältnis wieder zu normalisieren.
Unter König Faisal (Regierungszeit 1964–1975) orientierte sich Saudi-Arabien außenpolitisch zunehmend pro-westlich und teilte viele Interessen Großbritanniens im Kalten Krieg: Beide standen dem panarabischen Sozialismus (der von Ägyptens Präsident Nasser propagiert wurde) und dem sowjetischen Einfluss im Nahen Osten ablehnend gegenüber. In den späten 1960er-Jahren – Großbritannien zog sich 1971 „ostwärts von Suez“ aus den Golfgebieten zurück – trat Saudi-Arabien als regionaler Stabilitätsanker hervor, was London begrüßte. Zugleich entwickelte sich die britisch-saudische Rüstungskooperation zu einem zentralen Element der Beziehungen: Bereits 1965 lieferte London Kampfflugzeuge, Radaranlagen und andere Waffen im Wert von 280 Millionen US-Dollar an Saudi-Arabien, dem ersten großen Rüstungsgeschäft mit Riad. Großbritannien erzielte 1970 und 1973 neue Rüstungsaufträge und entsandte sogar einen eigenen Rüstungsattaché nach Saudi-Arabien, um mit den großen amerikanischen Rüstungsunternehmen zu konkurrieren. Allerdings wurden die Beziehungen nicht nur von Kooperation geprägt: Während des Jom-Kippur-Krieges 1973 beteiligte sich Saudi-Arabien am Ölboykott der OPEC gegen westliche Staaten, wovon zeitweise auch Großbritannien betroffen war.
Diese Spannungen klangen jedoch in den späten 1970er-Jahren ab. In den 1980er-Jahren erreichten die Beziehungen einen neuen Höhepunkt, gekrönt durch das gewaltige Al-Yamamah-Rüstungsgeschäft: 1985/86 vereinbarten Premierministerin Margaret Thatcher und Prinz Bandar (saudischer Botschafter in den USA) ein Tauschgeschäft, bei dem Saudi-Arabien britische Tornado- und Hawk-Kampfflugzeuge sowie andere Ausrüstung erhielt und im Gegenzug Erdöl lieferte. 1988 folgte Al-Yamamah II, bezeichnet als „Waffengeschäft des Jahrhunderts“. Insgesamt brachten das Geschäft BAE Systems 43 Milliarden Pfund ein. Es stellte die bis dahin größten britischen Exportverträge überhaupt dar und festigten die sicherheitspolitische Allianz beider Länder – auch wenn später bekannt wurde, dass zur Vertragsanbahnung hohe Provisionen und Bestechungsgelder geflossen waren, was in Großbritannien für innenpolitische Kontroversen sorgte. Die strategische Bedeutung der Partnerschaft zeigte sich auch darin, dass Saudi-Arabien in Krisenzeiten an der Seite Großbritanniens stand: Im Zweiten Golfkrieg 1990/91 gegen den Irak gewährte Riad britischen (und alliierten) Truppen die Nutzung saudischer Basen und leistete logistische Unterstützung zur Befreiung Kuwaits.

### 21. Jahrhundert

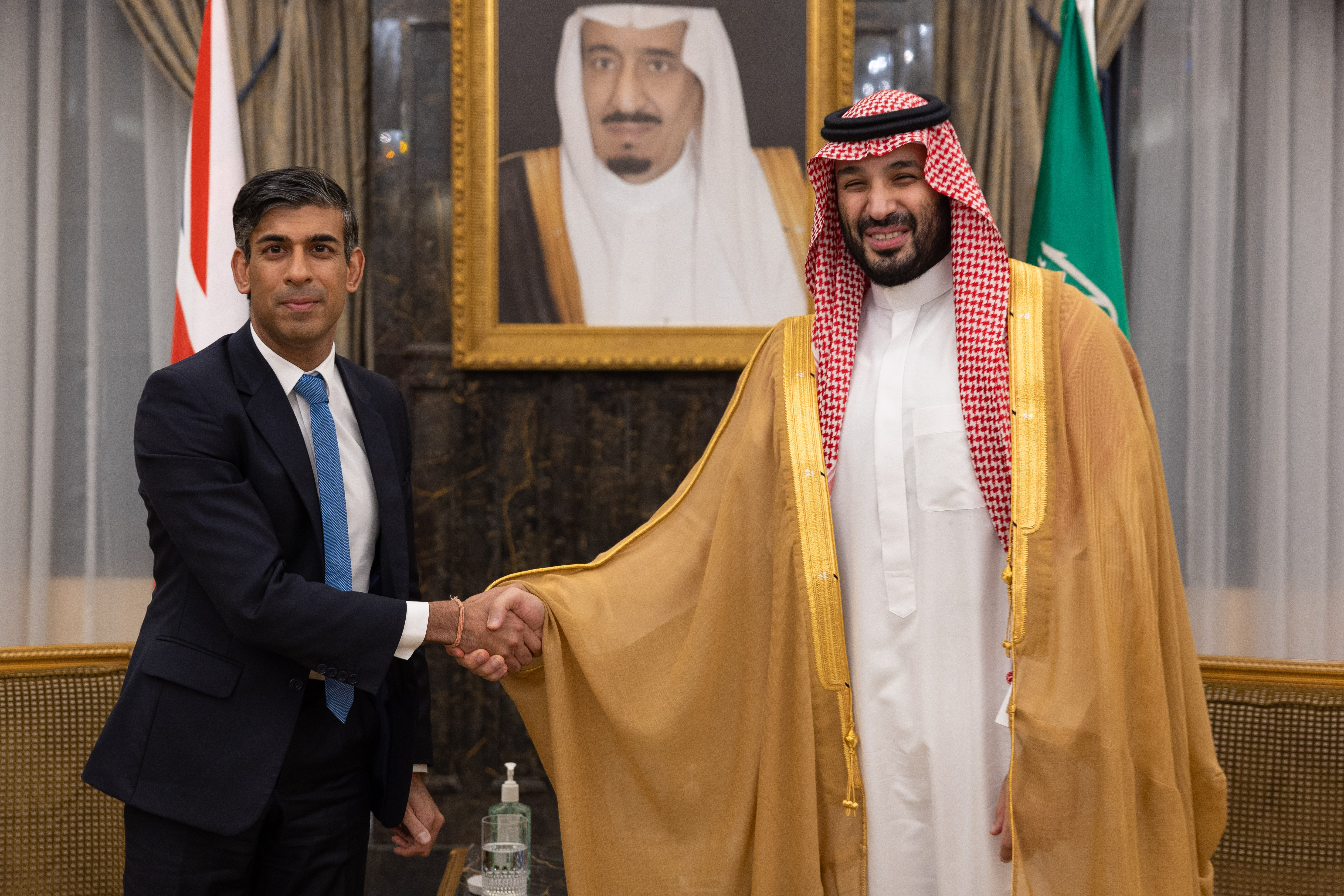
Rishi Sunak mit Mohammed bin Salman (2023)

Im 21. Jahrhundert haben sich die britisch-saudischen Beziehungen vor dem Hintergrund des „Kriegs gegen den Terror“ und neuer regionaler Herausforderungen weiterentwickelt. Nach den Terroranschlägen vom 11. September 2001 – an denen 15 saudi-arabische Staatsangehörige beteiligt waren – verstärkten Großbritannien und Saudi-Arabien ihre Zusammenarbeit in der Terrorismusbekämpfung und im Nachrichtendienst, obwohl zugleich Fragen nach der Rolle saudischer Akteure bei der Finanzierung extremistischen Gedankenguts aufkamen. Saudi-Arabien wurde ab 2003 selbst zum Angriffsziel von Al-Qaida; bei Anschlagsserien in Riad starben auch britische Staatsbürger, was einen noch intensiveren sicherheitspolitischen Austausch zur Folge hatte. Die Rüstungskooperation blieb derweil ein konstanter Pfeiler der bilateralen Beziehungen: Ungeachtet der Korruptionsvorwürfe um frühere Geschäfte einigten sich London und Riad auch im neuen Jahrhundert auf weitere Waffenlieferungen – etwa den Verkauf von Eurofighter-„Typhoon“-Kampfjets – im Wert mehrerer Milliarden Pfund.
Die saudische Militärintervention im Jemen 2015 und die Ermordung von Adnan Khashoggi in Istanbul im Oktober 2018 lösten große innenpolitische Kritik an Saudi-Arabien im UK aus. Dennoch wurde Kronprinz Mohammed bin Salman im März 2018 in London mit allen Ehren empfangen – die britische Regierung rollte den sprichwörtlichen roten Teppich aus und unterzeichnete während seines Besuchs Wirtschaftsvereinbarungen im Wert von über 90 Mrd. US-Dollar. In den folgenden Jahren intensivierte sich die Zusammenarbeit in einzelnen Bereichen weiter: So reiste Premierminister Boris Johnson im März 2022 nach Riad, um angesichts explodierender Energiepreise infolge des Ukraine-Kriegs um eine Erhöhung der saudi-arabischen Ölproduktion zu bitten und zugleich Saudi-Arabien zu einer schärferen Verurteilung der russischen Invasion zu bewegen. Unter Premierminister Rishi Sunak setzte London den Kurs fort, die Partnerschaft auszubauen: 2022 wurde ein gemeinsamer Strategischer Partnerschaftsrat eingerichtet, um die Zusammenarbeit in Bereichen wie Verteidigung, Energie, Handel und Investitionen auf eine formalisierte Ebene zu heben.

## Wirtschaftsbeziehungen
Die Wirtschaftsbeziehungen zwischen dem Vereinigten Königreich und Saudi-Arabien sind vor allem von Ölgeschäften, Rüstungsexporten und wechselseitigen Investitionen geprägt. Saudi-Arabien gehört zu den bedeutendsten Abnehmern britischer Rüstungsgüter; Großbritannien liefert seit den 1960er-Jahren in großem Umfang Waffen und Militärtechnik an das Königreich. Insgesamt hat sich das bilaterale Handelsvolumen in den letzten Jahren deutlich erhöht – im Jahr 2022/23 betrug der Warenaustausch (Waren und Dienstleistungen) etwa 18,5 Mrd. Pfund Sterling. Großbritannien exportiert vor allem Maschinen, Fahrzeuge, Pharmazeutika, hochwertige Konsumgüter und Dienstleistungen nach Saudi-Arabien, während im Gegenzug Erdöl, petrochemische Produkte, Metalle und Kunststoffe zu den wichtigsten saudi-arabischen Exporten nach Großbritannien zählen. Saudi-Arabien war 2022 der 21.-größte Handelspartner des Vereinigten Königreichs und machte etwa 1,1 % des gesamten britischen Außenhandels aus.
Die wechselseitigen Investitionsbeziehungen sind ebenfalls eng: Saudi-Arabiens Staatsfonds (Public Investment Fund, PIF) investierte in den letzten Jahren erheblich in britische Unternehmen und Projekte – so erwarb der PIF 2021 den Premier-League-Fußballclub Newcastle United – und britische Firmen sind im saudischen Energiesektor, Finanzwesen und anderen Branchen aktiv. Britische Stellen begrüßen zudem die von Kronprinz Mohammed bin Salman angestoßenen Wirtschaftsreformen im Rahmen der „Vision 2030“ und warben um Teilhabe an den daraus entstehenden Chancen – so hoffte London etwa, die (letztlich nicht in London erfolgte) Börsennotierung eines Anteils der saudischen Ölgesellschaft Saudi Aramco für den Finanzplatz London zu gewinnen.

## Kulturbeziehungen
Zwischen den Gesellschaften beider Länder bestehen enge personelle und kulturelle Verflechtungen. Schätzungsweise über 30.000 Briten leben und arbeiten in Saudi-Arabien, oft in Branchen wie Erdöl, Verteidigung, Bildung und Finanzwesen. Umgekehrt halten sich zehntausende saudische Staatsbürger regelmäßig in Großbritannien auf – darunter eine große Zahl (ca. 10.000 im Jahr 2012) an Studierenden, die im Rahmen von Regierungsstipendien (z. B. des King-Abdullah-Scholarship-Programms) an britischen Universitäten ausgebildet werden. London zieht zudem wohlhabende Saudis als Reiseziel an; saudi-arabische Touristen und Mitglieder der Königsfamilie verbringen häufig Zeit in der britischen Hauptstadt und besitzen dort Immobilien. Auch im Bildungs- und Kulturbereich gibt es regen Austausch: Der British Council ist mit Kultur- und Sprachprogrammen in Saudi-Arabien präsent, während in Großbritannien Organisationen wie die 1986 gegründete Saudi-British Society den bilateralen Dialog und Freundschaftsveranstaltungen fördern.
Trotz der engen politischen und wirtschaftlichen Beziehungen leidet Saudi-Arabien aufgrund der schlechten Menschenrechtslage im Land unter einem erheblichen Imagedefizit im Vereinigten Königreich, sodass es immer wieder zu Protesten gegen Waffenlieferungen an Saudi-Arabien kam.